# ヒデオ・コバヤシ
Hideo Kobayashi（ヒデオ・コバヤシ）は日本のハウス・テクノミュージシャン、DJである、長野県出身。

## 来歴
- 1995年より活動を始める。その頃からプログラマー、プロデューサーなどの活動を行う。
- 1999年に活動の場をサンフランシスコ移すために渡米しDJ活動や海外レーベルへの楽曲リリースを行う。
- 2006年に日本に帰国し2007年からStudio Apartmentが主宰するレーベル『Apt. International』と契約して『Nagano Kitchen』名義でアルバム『Nagano Kitchen』をリリースし日本デビューを果たす。
- 2008年、ファーストアルバムに先駆け4ヶ月連続で8枚の先行シングルを配信する。
- 2009年3月7日、『Hideo Kobayashi』名義での初のオリジナルアルバム『ZERO』をリリースする。
- 2010年4月25日、ファーストアルバム『ZERO』のリリースから約1年という早い段階でセカンドアルバム『a Drama』をリリースする。
- 2011年3月30日、今まで製作してきたリミックス音源を集めたリミックス集『patissier』をiTunes先行配信でリリースする（通常盤は2011年4月20日にリリースされた）

## 特徴
- ハウスのジャンルを得意としておりハウスの中でもディープ・ハウス、テック・ハウス系の楽曲を主に取り入れている。
- リミックス活動では『Barbara Tucker』、『Kimara Lovelace』、『STUDIO APARTMENT』、『Rasmus Faber』などのクラブ・ミュージシャンを中心に活動している。
- プログラマー、ミックスエンジニアとしても活動しており、Studio Apartmentの5thアルバム『2010』のミックスエンジニアとして参加している。
- 長野県出身であり楽曲の題名ややセルフリミックスなどで『Nagano』、『Chikuma』というワードを使っている。

## ディスコグラフィー

### シングル
- 記載されているシングルは『Nite Grooves』、『Apt. International』でリリースされたものである。

| リリース日    | タイトル                         |
| 2008年5月26日 | Yuki                             |
| 2008年12月5日 | Rockstar                         |
| 2010年3月26日 | Made in Japan / Beautiful Moment |

### 配信シングル
| リリース日     | タイトル                                                |
| 2008年8月6日   | Chikuma - EP                                            |
| 2008年8月13日  | Amarillo - EP                                           |
| 2008年9月24日  | Kaze - EP                                               |
| 2008年9月24日  | Endorphin - EP                                          |
| 2008年10月15日 | No nothig - EP                                          |
| 2008年10月15日 | Amor - EP                                               |
| 2008年11月12日 | Wanna Take It With You - EP                             |
| 2008年11月12日 | A Fox And The Sun - EP                                  |
| 2009年6月3日   | Brick House - EP（HIDEO KOBAYASHI & Tomoki Tamura名義） |
| 2009年7月22日  | Listen To The Voice - EP                                |
| 2009年12月16日 | MADE IN JAPAN - EP                                      |
| 2010年2月24日  | You Changed The Way - EP                                |
| 2010年3月3日   | Beautiful Moment - EP                                   |
| 2010年4月7日   | Fearless - EP                                           |
| 2010年12月8日  | SEASONS - EP                                            |
| 2011年1月19日  | FFF - EP （HIDEO KOBAYASHI & Tomoki Tamura名義）        |

### アルバム
|                   | リリース日    | タイトル             |
| 1st               | 2009年3月7日  | ZERO                 |
| 2nd               | 2010年4月25日 | a Drama              |
| remix works album | 2011年4月20日 | patissier            |
| 3rd               | 2012年6月27日 | Underground Business |